# Amtsgericht Auma
Das Amtsgericht Auma (bis 1879 Justizamt Auma) war ein von 1850 bis 1949 bestehendes Gericht der ordentlichen Gerichtsbarkeit mit Sitz in der thüringischen Stadt Auma.

## Geschichte
In der Folge der Revolution von 1848 kam es auch im Großherzogtum Sachsen-Weimar-Eisenach zu einer Reform des Staatsaufbaus. Justiz und Verwaltung wurden getrennt, außerdem wurde die Patrimonialgerichtsbarkeit abgeschafft. Aus Teilen der bisherigen Ämter Neustadt an der Orla und Weida wurde dabei das Justizamt Auma gebildet, welches
- zum einen die direkt zugeordneten Gemeinden Auma, Birkhausen, Braunsdorf, Chursdorf, Dörtendorf, Forstwolfersdorf, Förthen, Geroda, Göhren (mit Döhlen), Gütterlitz, Köthnitz, Krölpa, Läwitz, Merkendorf, Mittelpöllnitz, Moßbach (mit Reinsdorf), Muntscha, Pfersdorf, Piesigitz, Silberfeld (mit Quingenberg), Sorna, Staitz, Stelzendorf, Tischendorf, Uhlersdorf, Untendorf, Wenigenauma, Wiebelsdorf, Wöhlsdorf, Wüstenwetzdorf, Zadelsdorf und Zickra;
- zum anderen die der Justizamtskommission Triptis zugeordneten Ortschaften Burkersdorf, Döblitz, Geheege, Hasla, Kopitzsch, Lemnitz, Leubsdorf, Miesitz, Oberpöllnitz (mit Buchpöllnitz, Mühlpöllnitz, Steinpöllnitz), Oberrenthendorf (mit Heiligenaue), Ottmannsdorf, Pillingsdorf, Schönborn, Schwarzbach, Tömmelsdorf, Traun, Triptis, Wittchenstein und Zwackau umfasste.[3]

Durch die Aufhebung der Justizamtskommission Triptis am 1. Juli 1879 mussten die Orte Burkersdorf, Pillingsdorf und Zwackau an den Bezirk des Justizamts Neustadt an der Orla abgegeben werden, die restlichen Gemeinden dieser Kommission waren nun dem Justizamt Auma direkt unterstellt. Mit Inkrafttreten des Gerichtsverfassungsgesetzes am 1. Oktober 1879 wurde das Justizamt zum Amtsgericht Auma, das dem gleichzeitig errichteten Landgericht Gera im Instanzenzug untergeordnet wurde. Der Sprengel des Aumaer Gerichtes blieb dabei gleich.
Die nach der Bildung des Landes Thüringen nötig gewordene Justizreform führte am 1. Oktober 1923 zur Herabstufung des Amtsgerichtes Auma zu einer Abteilung des Amtsgerichtes Neustadt an der Orla, welche nur noch die Jurisdiktion über die Orte Auma, Braunsdorf, Forstwolfersdorf, Gütterlitz, Köthnitz, Leubsdorf (mit Lemnitz u. Tömmelsdorf), Tischendorf, Uhlersdorf, Untendorf, Wöhlsdorf (mit Wiebels- u. Pfersdorf) und Wüstenwetzdorf besaß. Die Gemeinden
- Chursdorf (mit Sorna), Förthen, Läwitz und Moßbach (mit Reinsdorf) waren dem Amtsgericht Schleiz;
- Dörtendorf, Göhren, Krölpa, Merkendorf-Piesigitz, Muntscha, Silberfeld, Staitz, Stelzendorf, Wenigenauma, Zadelsdorf und Zickra dem Amtsgericht Zeulenroda;
- Birkhausen, Geheege, Geroda, Hasla, Kopitzsch, Miesitz, Mittelpöllnitz, Ottmannsdorf, Schönborn, Schwarzbach, Traun, Triptis (mit Ober-, Buch-, Mühl- und Steinpöllnitz sowie Döblitz) und Wittchenstein dem Amtsgericht Neustadt an der Orla sowie
- Oberrenthendorf dem Amtsgericht Roda

zugelegt worden.
Zum 1. April 1926 erhielt diese Abteilung die Gemeindebezirke Birkhausen, Döblitz, Geheege, Geroda, Mittelpöllnitz, Oberpöllnitz und Triptis vom Amtsgerichtsbezirk Neustadt, Krölpa und Muntscha vom Amtsgerichtsbezirk Zeulenroda sowie Chursdorf (mit Sorna) und Moßbach (mit Reinsdorf) vom Amtsgerichtsbezirk Schleiz wieder zurück und vom 1. Januar 1927 an war die Abteilung Auma wieder ein eigenständiges Amtsgericht.
Die Auflösung des Amtsgerichts Auma erfolgte am 1. Oktober 1949, die seinen Bezirk bildenden Gemeinden kamen mit Ausnahme der dem Amtsgerichtsbezirk Zeulenroda zugewiesenen Gemeinden Krölpa und Muntscha zum Amtsgerichtsbezirk Neustadt/Orla.